# Dívka, která spadla z nebe
Dívka, která spadla z nebe (anglicky The Girl Who Fell from the Sky) je dobrodružný román vydaný v roce 2012, jehož autorem je britský spisovatel Simon Mawer.
Příběh se odehrává za druhé světové války v Anglii, Skotsku a také na území Vichistického režimu. Hlavní hrdinkou je mladá Marian Sutrová, ještě donedávna obyčejná dospívající dívka, která je vysazena do okupovaného francouzského prostoru. Vytipována byla díky schopnosti plynně hovořit anglicky i francouzsky. V atmosféře neustálé nejistoty a strachu je obtížné zůstat naživu a splnit důležité poslání na nepřátelském území.
Mawerův otec byl pilot, který za druhé světové války létal ve službách Oddělení pro zvláštní operace a dopravoval parašutisty nad jugoslávské a italské území. Spisovatelova matka pak ve válce pomáhala francouzské agentce. Podle Mawera prováděli vycvik špionek, s výjimkou Sovětského svazu, pouze Britové. Ve Francii bylo nasazeno třicet devět žen.
Ve Velké Británii román vyšel v nakladatelství Little, Brown and Company pod jménem The Girl Who Fell from the Sky. Na americký trh, kam jej uvedlo vydavatelství Other Press, byl distribuován pod názvem Trapeze. Důvodem jiného pojmenování bylo odlišení knihy od románu stejného jména, který vyšel ve Spojených státech již dříve.
Kniha se stala předmětem řady recenzí, jak ve Spojeném království (včetně periodik The Guardian, The Independent a The Daily Telegraph), tak ve Spojených státech (včetně The Washington Post).
Autor v roce 2012 uvedl, že pokračuje v práci na druhém dílu. V roce 2015 pak vydal navazující knihu Provazochodkyně (Tightrope).

## Děj
Devatenáctiletá Marian Sutrová, pracující pro Ženevské pomocné letecké sbory, je v roce 1943 naverbována britským Oddělením pro zvláštní operace, aby byla nasazena v okupované Francii. Není jisté, zdali zvládne tvrdý výcvik a bude vhodná pro práci agentky. Předpokladem výběru se stal její bilingvismus. Pochází ze Ženevy, kde její otec Angličan pracoval v diplomatických službách pro Společnost národů. Matka je Francouzka. Jako rodilá mluvčí tak ovládá oba jazyky.
V londýnském baru se poprvé potkává s mladým Francouzem Beniotem, jenž je také odhodlán bojovat proti nacistům. Opět se s ním střetává během výcviku ve skotském Meoble Lodge, kde sdílí osud s druhou ženou Yvette. Ta je ovšem z výcviku převelena zpět do Anglie. Stále v Anglii začíná druhý život s utajenou identitou. Marian se před odjezdem na tajnou misi svěřuje bratru Nedovi, který je významným fyzikem. Právě on ji zasvětí do projektu Spojenců na výrobu atomové bomby, zbraně s potenciálem rychlého ukončení války.
Následně se vrací domů do Oxfordu, kam zve Benoita. Před vysláním do Francie po něm požaduje, aby ji učinil ženou. Od sesterské britské služby dostává postranní úkol. Na univerzitě v Cambridgi se setkává s fyzikem Kowarskim požadujícím, aby přiměla rodinného přítele Clementa Pelletiera k opuštění Francie. Clement je její první platonická láska z mládí, nyní významný fyzik pracující v oboru jaderné fyziky v Paříži. Není známo, jak daleko jsou nacisté s vývojem jaderné pumy.
S novými krycími identitami Alice, či také Anne-Marie Larochové, jsou spolu Benoitem – vystupujícím pod novým jménem César –, vysazeni nad jihozápadní Francií, kde mají operovat v odboji. Marian však musí s tajným úkolem do Paříže. V ní se jí nedaří navázat plánovaný kontakt a v nouzi nalézá byt Clementa, který je již ženatý. Manželka s půlroční dcerou však odjely do bezpečí na venkov. Přespává tak ve vědcově bytě a kontaktuje radistku rozprášené místní odbojové organizace. Střetává se znovu s Yvette, jež popisuje útrapy pařížských odbojových skupin, jež byly Němci rozprášeny. Marian plánuje transport radistky do Anglie.
Při další konspirační schůzce na hřbitově, však zjišťuje, že Yvette je informátorkou nacistů. Z obklíčení prchá pařížskými uličkami a prostory. Na útěku musí tváří v tvář zastřelit dva německé agenty. Rozjíždí se velký zátah na britskou agentku. Poslední noc přečkává v Clementově bytě, kdy spolu navazují intimní vztah. Ráno se oba vydávají na sever do obce Azay-sur Cher ležící v kantonu Bléré, kde by měl v noci přistát domluvený výsadek.
Clement se rozhodl odjet pouze za podmínky, že Marian odletí s ním. Vše probíhá podle plánu. Za úplňku dosedá lysander do opuštěné krajiny. Z jeho útrob vystupují noví agenti. Clement nastupuje s Marian, která však těsně před odletem seskakuje a zůstává na okupovaném území. Umínila si, že musí pokračovat v odbojové činnosti na jihozápadě, odkud odešla do Paříže. Zdá se to být aktem šílenství, když její popis visí na ulicích a dopadení britské agentky je prioritou nacistů.
Vyčerpaná, na prvním přestupu směrem do Toulouse, je dopadena Alsasankou. Obě se znají z francouzské metropole. Tato žena jí prováděla nepříjemnou osobní prohlídku a byla také přítomna při schůzce na hřbitově.

## Citáty
| „             | … fascinovalo mě, jak devatenáctileté dívky dokázaly zvládnout náročný trénink, výcvik agentky se zbraněmi a se vším, co k tomu patří. Včetně zabíjení lidí. A kolem byli samí muži, muži vojáci. O tom jsem chtěl napsat. | “ |
| — Simon Mawer | |   |

| „             | Jde mi víc o zachycení atmosféry než o fakta … předem nedělám výzkum, představím si, jak chci, aby se to celé stalo, a pak si ověřím, že to bylo možné. | “ |
| — Simon Mawer | |   |

## Česká vydání
- Dívka, která spadla z nebe. Zlín : Kniha Zlín, 2012. (přeložil Lukáš Novák; edice FLEET, svazek 30)